# Tacalcitol
Le tacalcitol est un médicament, analogue de synthèse de la vitamine D3 et vendu entre autres sous les marques Curatoderm,,.

## Usage médical
La tacalcitol est un médicament utilisé pour traiter le psoriasis, plus précisément le psoriasis en plaques. Il est appliqué sur la peau une à deux fois par jour,,.

## Effets secondaires
Les effets secondaires peuvent inclure des éruptions cutanées et une teneur élevée en calcium.

## Histoire
Le tacalcitol est approuvé pour un usage médical au Japon en 1993. Il figure sur la liste des médicaments essentiels de l'Organisation mondiale de la santé comme alternative au calcipotriol. Au Royaume-Uni, 30 grammes coûtent au NHS environ 13 livres sterling en 2023,,.